# Os Miseráveis
Os Miseráveis è una telenovela brasiliana, composta da 71 episodi. Fu la prima telenovela prodotta da Rede Bandeirantes, che la trasmise dal 13 maggio al 25 agosto 1967.
Scritta da Walther Negrão, è basata sul capolavoro di Victor Hugo, I miserabili. Risulta inedita in Italia.